# أكسل بيشل
أكسل بيشل (بالألمانية: Axel Peschel) (و. 1942  م) هو دراج من ألمانيا الشرقية، وألمانيا، شارك في ركوب الدراجات في الألعاب الأولمبية الصيفية 1968 – فريق رجال سباق الزمن ‏.

## جوائز
حصل على جوائز منها:

وسام الاستحقاق الوطني الفضي

## روابط خارجية
- أكسل بيشل على موقع أرشيف الدراجات (الإنجليزية)
- أكسل بيشل على موقع إحصائيات الدراجات الإحترافية (الإنجليزية)
- أكسل بيشل على موقع أوليمبيديا (الإنجليزية)